# الحروب العثمانية الهابسبورغية
الحروب العثمانية الهابسبورغية هي سلسلة من الحروب التي حدثت من القرن السادس عشر وحتى القرن الثامن عشر بين الإمبراطورية العثمانية وملكية هابسبورغ (الإمبراطورية النمساوية لاحقا) والتي كانت مدعومة أحيانا من الإمبراطورية الرومانية المقدسة ومملكة المجر والكومنولث البولندي الليتواني وهابسبورغ إسبانيا. تمثلت معظم الحروب في حملات عسكرية في المجر بما في ذلك ترانسلفانيا (رومانيا الحديثة) وفويفودينا (صربيا الحديثة) وكرواتيا ووسط صربيا.
بحلول القرن السادس عشر، أصبح العثمانيون يشكلون تهديدا حقيقيا للقوى الأوروبية مع إبحار السفن العثمانية في مياه البندقية في بحر إيجة والبحر الأيوني، ومع دعم العثمانيين للقراصنة الذين يستولون على الممتلكات الإسبانية في المغرب. شغل الإصلاح البروتستانتي والمنافسية الفرنسية الهابسبورغية وغيرهما من النزاعات الأهلية، شغلوا المسيحيين عن صراعهم مع العثمانيين. في هذه الأوقات كان على العثمانيين المنافسة مع الدولة الصفوية الفارسية وبدرجة أقل مع الدولة المملوكية والتي هُزمت وتم ضمها إلى الإمبراطورية.
في البداية أدت الغزوات العثمانية في أوروبا إلى مكاسب حقيقية بعد انتصار ساحق في معركة موهاج والتي أدت إلى ضم حوالي ثلث مملكة المجر إلى أرض خاضعة للإمبراطورية العثمانية. لاحقا أدى صلح وستفاليا وحرب الخلافة الإسبانية في القرنين السابع عشر والثامن عشر على التوالي إلى جعل الإمبراطورية المجرية هي الوحيدة تحت حكم آل هابسبورغ. بعد حصار فيينا في 1683 تمكن الهابسبورغيون من تجميع تحالف كبير من لاقوى الأوروبية والذي عُرف باسم الحلف المقدس، مما مكنهم من قتال العثمانيين بكفاءة والسيطرة على المجر. انتهت الحرب التركية العظمى بنصر ساحق للحلف المقدس في معركة زانطة. انتهت الحروب بعد مشاركة النمسا في الحرب التركية النمساوية (1787 – 1791) حيث قاتلت النمسا مع روسيا. استمر بعض التوتر المتقطع بين النمسا والإمبراطورية العثمانية طوال القرن التاسع عشر، إلا أنهم لم يتقابلا في معركة حتى وجدوا أنفسهم متحالفين في الحرب العالمية الأولى، والتي بنهايتها تفكك كلا منهما.
صب المؤرخون كامل تركيزهم على حصار فيينا الثاني في عام 1683 والذي كان نصرا نمساويا ساحقا والذي أنقذ الحضارة الغربية وبدأ معه انهيار الإمبراطورية العثمانية. إلا أن بعض المؤرخين المعاصرين نظروا للأمر من منظور مختلف، حيث أن الهابسبورغيين كانوا يقاومون بعض حركات الانفصال الداخلية، كما كانوا يحاربون بروسيا وفرنسا من أجل السيطرة على وسط أوروبا. كان التقدم الحقيقي للأوروبيين بسبب تحالف قوي من الجيوش حيث تعاونت قوات الرماة والمشاة معا مصحوبين بسلاح الفرسان. إلا أن العثمانيين تمكنوا من تحقيق التكافؤ مع الهابسبورغيين حتى منتصف القرن الثامن عشر. ركز المؤرخ جانثر روتنبيرغ على الجانب الغير عسكري للصراع، حيث بنى الهابسبورغيون مجتمعات عسكرية والتي تحمي حدودها وتنتج جنودا محفزين ومدربين جيدا.

## الخلفية

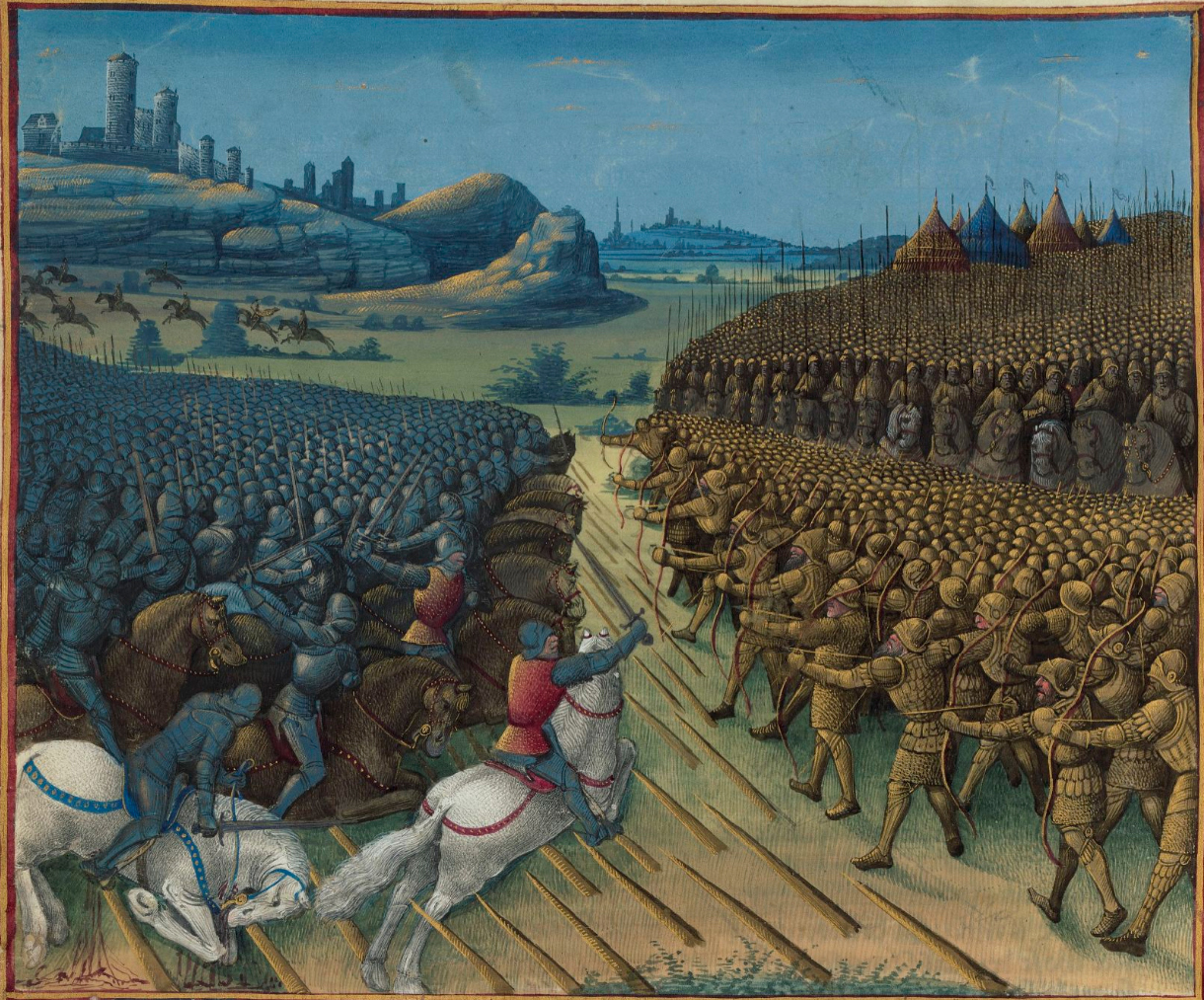
معركة نيقوبولس (1396)

في حين أن الهابسبورغيين كانوا عادة ملوك المجر وأباطرة الإمبراطورية الرومانية المقدسة (وتقريبا دائما أباطرة الإمبراطورية الرومانية المقدسة بعد القرن الخامس عشر)، إلا أن الحرب بين المجريين والعثمانيين شملت سلالات أخرى أيضا. جذبت الحروب العثمانية في أوروبا الدعم من الغرب لهذه السلالات عادة، حيث كانت القوى الأوروبية ترى الدولة الإسلامية القوية كتهديد للمسيحية في أوروبا. تعتبر معركة نيقوبولس (1396) ومعركة فارنا (1443-1444) أكثر المحاولات الأوروبية الحقيقية لإيقاف التقدم التركي إلى داخل أوروبا والبلقان.
كان العثمانيون مشغولين لفترة من الوقت في محاولتهم لإخماد ثورات البلقان مثل فلاد الثالث المخوزق. إلا أن هزيمة مثل هذه الثورات خاصة في الدول الحدودية فتحت الطريق أمام الغزو العثماني لوسط أوروبا. أصبحت مملكة المجر الآن تشترك مع الإمبراطورية العثمانية في الحدود.
بعد قتل الملك لويس الثاني في معركة موهاج في 1526، هربت أرملته الملكة ماري إلى أخيها أرشدوق النمسا فيردناند الأول. أصبحت مطالب فيردناند في عرش المجر أقوى بعد زواجه من آن أخت الملك لويس الثاني والوريث الشرعي الوحيد للمملكة المتناثرة. في نفس الوقت تم انتخاب فيردناند الأول ملكا لبوهيميا وتم انتخابه هو وزوجته ملكا وملكة للمجر. تعارض هذا مع رغبة الأتراك في وضع جون زابولاي كدمية على العرش، مما أدى إلى بداية الصراع بين القوتين.

## تقدم هابسبورغ

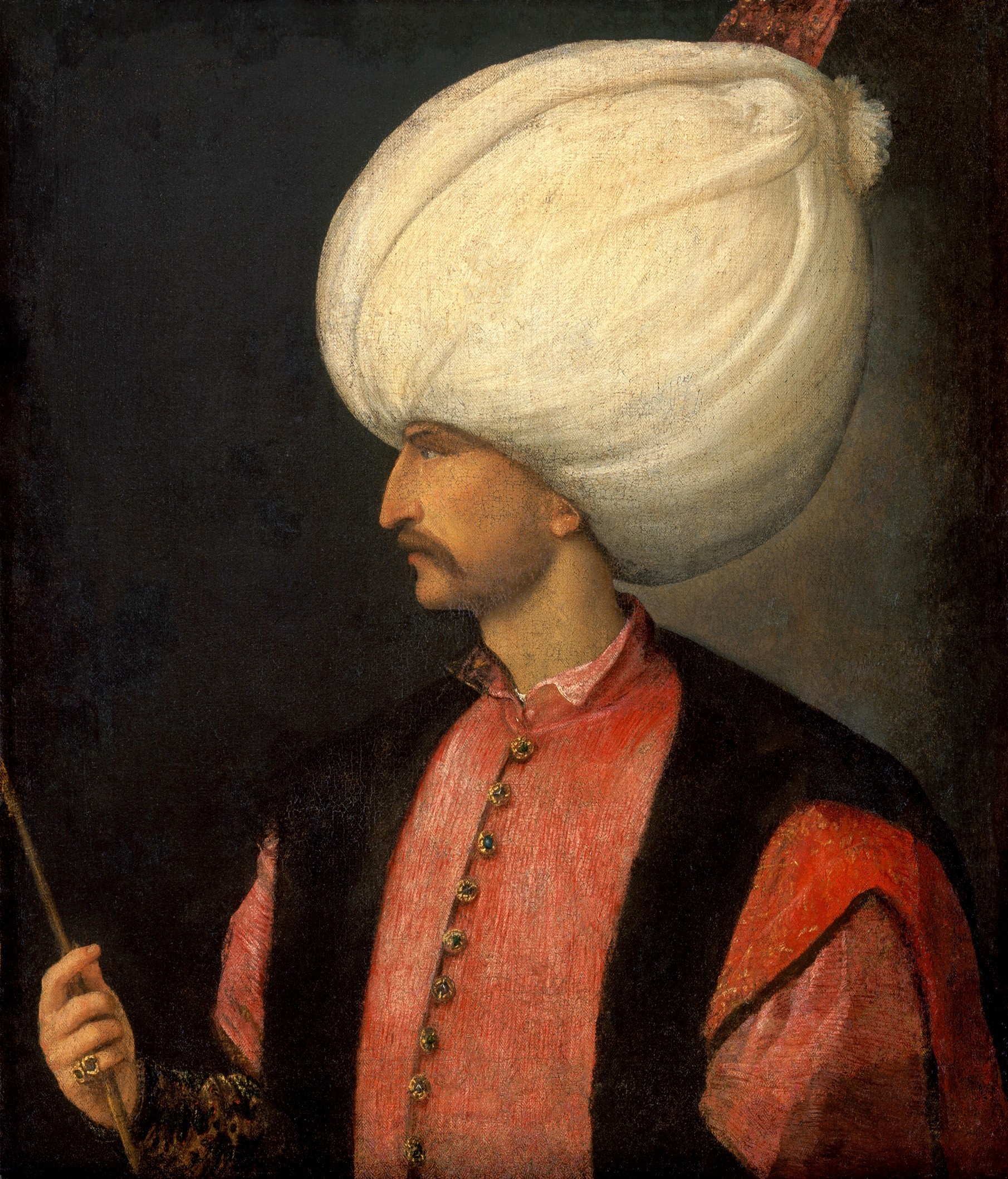
لوحة لسليمان القانوني في 1530 بواسطة تيتيان.

كانت الأراضي النمساوية في حالة اقتصادية ومادية سيئة، لذا أدخل فيردناند ما أسماه الضرائب التركية وعلى الرغم من التضحيات النمساوية الكبيرة، لم يتمكن من تجميع ما يكفي من الأموال لدفع نفقات الدفاع عن سواحل الأراضي النمساوية. سمحت له الإيرادات السنوية بتعيين 5000 مرتزقة لمدة شهرين فقط، لذا طلب فيردناند المساعدة من أخيه الإمبراطور تشارلز الخامس وبدأ اقتراض الأموال من التجار الأغنياء مثل عائلة فوجر. هاجم فيردناند المجر في 1527 والتي كانت منهكة بفعل الصراعات الأهلية لدفع جون زابولاي خارجا ولإحكام سيطرته عليها. لم يتمكن جون من منع حملات فيردناند مما أدى إلى الاستيلاء على بودا وغيرها من المدن الهامة على طول نهر الدانوب. على الرغم من هذا فقد كان السلطان العثماني بطيئا في التصرف ولم يقدم المساعدة لهذه المدن الحدودية حتى 10 مايو 1529 عندما أرسل جيشا من 120,000 رجل. كان الفرع النمساوي من عائلة هابسبورج في حاجة شديدة إلى القوة الاقتصادية للمجر من أجل الحروب العثمانية. أثناء الحروب العثمانية تقلصت أراضي مملكة المجر بحوالي 70% وعلى الرغم من هذه الخسارة الديموغرافية، إلا أن مملكة المجر الصغيرة والمنهكة من الحرب كانت لا تزال أهم اقتصاديا من مملكة النمسا أو مملكة بوهيميا في نهاية القرن السادس عشر، لذا فقد كانت أكبر مصدر إيرادات لفيردناند.

## الميزة التقنية للقوى الغربية المسيحية
كان يطلق على أول المدافع اليدوية التركية اسم "Şakaloz" وهي كلمة أتت من اسم المدفع اليدوي في المجر "Szakállas puska" في القرن الخامس عشر.
على الرغم من امتلاك القوة الانكشارية العثمانية الأسلحة النارية منذ بداية القرن السادس عشر، إلا أن استخدام العثمانيين للأسلحة النارية المحمولة يدويا انتشر ببطء مقارنة بالجيوش الغربية المسيحية.
لم تكن البندقية القفلية منتشرة بين الجنود العثمانيين حتى حصار زيكيسفيرفار في 1543، على الرغم من أنها كانت تستخدم لعقود بوساطة الجيوش الغربية المسيجية في مملكة المجر وفي غرب أوروبا. طبقا لتقرير من 1594 لم يكن الجنود العثمانيين يستخدمون المسدس بعد.

## حصار فيينا

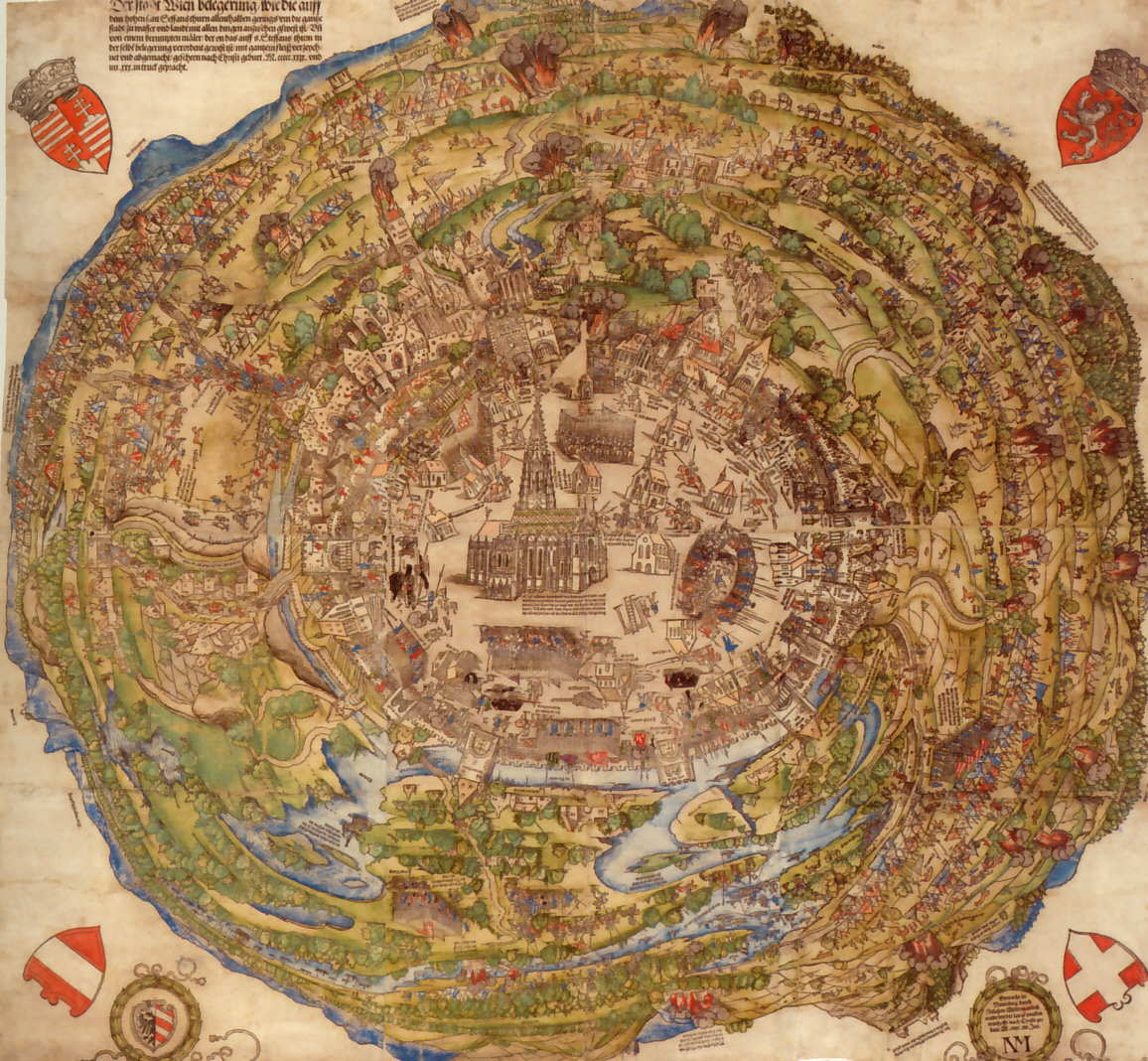
لم يتمكن العثمانيون من التغلب على تشكيلات الرماح الطويلة وبنادق النيران التي استخدمها المدافعون في حصار فيينا 1529

انتزع السلطان العثماني سليمان القانوني بسهولة من فيردناند المكاسب التي كان قد حققها في السنتين السابقتين. لم يتمكن من المقاومة سوى حصن براتيسلافا مما أحبط فيردناند كثيرا. بالنظر إلى حجم جيش سليمان والدمار الذي جلبه على المجر في السنوات السابقة، لم يكن مفاجئا عدم قدرة المدن الهابسبورغية الغير محصنة جيدا على مقاومة واحدة من أقوى الدول في العالم.
وصل السلطان إلى فيينا في 27 سبتمبر 1529. كان جيش فيردناند حوالي 16,000 رجل لذا فقد فاقه الجيش العثماني بسبعة أضعاف تقريبا وقد كانت أسوار فيينا بمثابة دعوة إلى المدفع العثماني الضخم. إلا أن المدافع العثمانية الثقيلة والتي يعتمد عليها العثمانيون لدك الأسوار تُركت جميعها في الطريق إلى فيينا بعد أن علقت في الطين بعد سقوط مطر شديد. دافع فيردناند عن فيينا بقوة شديدة. بحلول 12 أكتوبر، بعد العديد من الهجمات والهجمات المضادة تم عقد مجلس حرب عثماني في 14 أكتوبر وتخلى العثمانيون عن الحصار. عرقل تراجع الجيش العثماني مقاومة براتسيلافا والتي قصفت العثمانيين من جديد. أدى سقوط الثلوج مبكرا إلى جعل الأمور أسوأ على العثمانيين، وستمر ثلاث سنوات قبل أن يتمكن سليمان من إطلاق حملة على المجر من جديد.

## الحرب الصغرى
بعد الهزيمة في فيينا، كان على السلطان العثماني أن يتجه إلى جزء آخر من المملكة. استغل الأرشيدوق فيردناند فرصة غياب السلطان وهاجم الإمبراطورية العثمانية في 1530 واستعاد إسترغوم وبعض الحصون الأخرى وتصدت الحامية العثمانية في بودا لهجوم آخر.

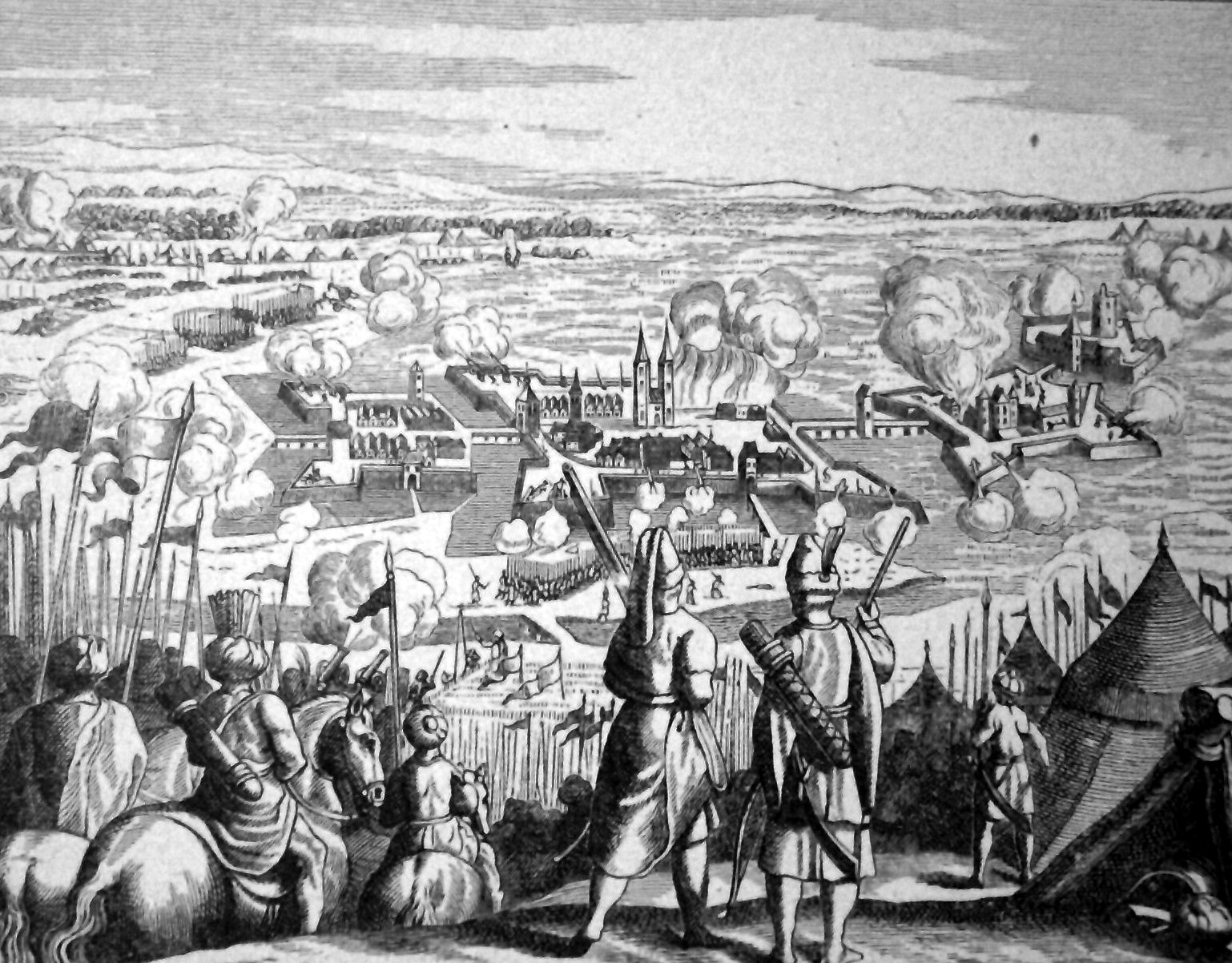
هجوم الأتراك على الحصون النهرية أثناء حصار سيكتوار (1566)

بعد الهجوم النمساوي السابق، اتجه النمساويون إلى الدفاع مع عودة السلطان. في 1532 أرسل سليمان جيشا عثمانيا ضخما للاستيلاء على فيينا. إلا أن الجيش أخذ طريقة آخر إلى كوسيغ. بعد الدفاع بمجرد 700 رجل قوي بقيادة الإيرل ميكلوس جوريسيكس، قبل المدافعون استسلاما «مشرفا» للحصن في مقابل سلامتهم. انسحب السلطان بعد ذلك سعيدا بنجاحه مع اعترافه بمكاسب النمساويين المحدودة في المجر في مقابل اعتراف فيردناند بجون زابولاي ملكا للمجر.

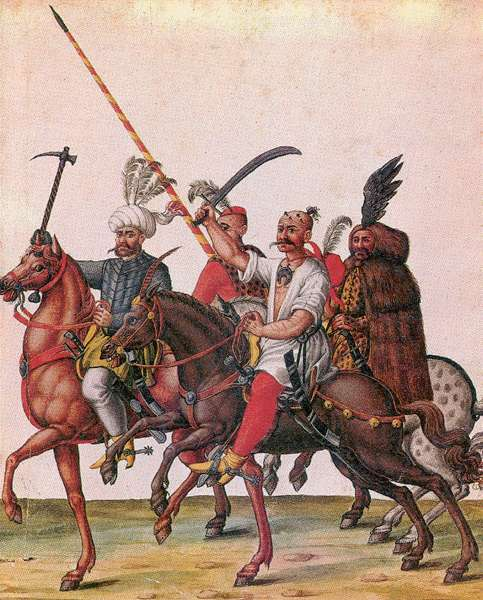
تكونت الجيوش العثمانية من الأسلحة الخفيفة والثقيلة والفرسان والمشاة مما جعلهم سريعي الحركة وأقوياء في نفس الوقت

في حين استمر السلام بين النمساويين والعثمانين لتسعة أعوام، استمر كل من جون زابولاي وفيردناند في المناوشات على طول الحدود المشتركة بينهما. في 1537 خرق فيردناند معاهدة السلام عن طريق إرسال أقدر جنرالاته للقيام بحصار كارثي لأوسييك والذي أدى إلى انتصار عثماني آخر. إلا أن فيردناند تم الاعتراف به كوريث لعرش مملكة المجر طبقا امعاهدة ناجيفاراد.
بعد وفاة جون زابولاي في 1540، تمت سرقة ورث فيردناند حيث ورث الحكم جون الثاني ابن جون زابولاي. في محاولة منهم لتحقيق المعاهدة، تقدم النمساويون على بودا حيث هزمهم السلطان سليمان من جديد حيث اتضح قلة كفاءة الجنرال النمساوي العجوز روجيندورف. قضى سليمان على القوات النمساوية المتبقية وتقدم للاستيلاء على المجر. في هذا الوقت تم توقيع معاهدة سلام في 1551 لتصبح المجر الهابسبورغية أصغر من دولة حدودية. في 1552 قامت قوات الإمبراطورية العثمانية بقيادة كارا أحمد باشا بمحاصرة قلعة إيجر الواقعة في الجزء الشمالي من المملكة المجرية، إلا أن المدافعين بقيادة استفان دوبو استطاعوا دفع المهاجمين بعيدا ودافعوا جيدا عن القلعة. أصبح حصار إيجر (1552) رمزا قوميا للبطولة الوطنية في السجلات المجرية.
بعد استيلاء الأتراك على بودا في 1541، اعترف كل من غرب وشمال المجر بهابسبورغ كعائلة ملكية (المجر الملكية) في حين كان كل من وسط وجنوب محتلين بواسطة السلطان (المجر العثمانية)، بينما أصبح شرق المجر أميرية ترانسلفانيا. كان معظم الجنود العثمانيين في الخدمة في القرنين السابع عشر والتاسع عشر في الأراضي المجرية، كانوا أرثوذوكس أو مسلمين من البلقان بدلا من كونهم أتراك. عمل السلاف الجنوبيون أيضا كآقنجي وغيرها من القوات الخفيفة بدلا من نهب الأراضي المجرية.
كان هناك فرصا ضائعة في كل من الجانبين في الحرب الصغرى. حيث كانت محاولات النمساويين في زيادة تأثيرهم في المجر فاشلة بقدر فشل العثمانيين في التقدم نحو فيينا. إلا أنه لم يكن هناك أوهام، حيث كانت الإمبراطورية العثمانية لا تزال قوية جدا ولا تزال تشكل تهديدا خطيرا. على الرغم من ذلك فقد اتجه النمساويون نحو الهجوم من جديد، حيث بدأت سمعة الجنرالات تنتشر بأنهم يفقدون الكثير من الأرواح. تم تجنب المعارك المكلفة مثل المعارك في بودا وأوسييك إلا أنها لم تغب تماما في الصراعات التالية. على أي حال فقد انقسمت اهتمامات هابسبورغ فبين القتال لاسترداد الأراضي الأوروبية المنهوبة تحت الحكم الإسلامي وبين محاولة إيقاف اللامركزية المتدرجة للسلطة الإمبراطورية في ألمانيا وبين طموح إسبانيا في شمال أفريقيا وبين ثورات الهولنديين وضد الفرنسيين في الحروب الإيطالية. إلا أنه وعلى الرغم من ذلك لم يتمكن العثمانيون بقوتهم من التقدم كما كانوا في أيام محمد وبايزيد. شرقا قاتل العثمانيون منافسيهم من الشيعة متمثلين في الصفويين. عمل كل من الفرنسين (منذ 1536) والهولنديين (1612) مع العثمانيين ضد الهابسبورغيين.
أطلق سليمان القانوني حملة أخيرة في 1566 والتي انتهت بحصار سيكتوار. كان القصد من الحصار أن يكون توقفا مؤقتا قبل التقدم نحو فيينا. إلا أن الحصن وقف في وجه جيوش السلطان. في النهاية مات السلطان بعمر الثانية والسبعين. قُتل الطبيب الملكي مخنوقا لمنع انتشار الأخبار ووصولها إلى القوات حتى استولت القوات العثمانية على الحصن لتنتهي الحملة قبل التحرك نحو فيينا.

## الحرب في المتوسط

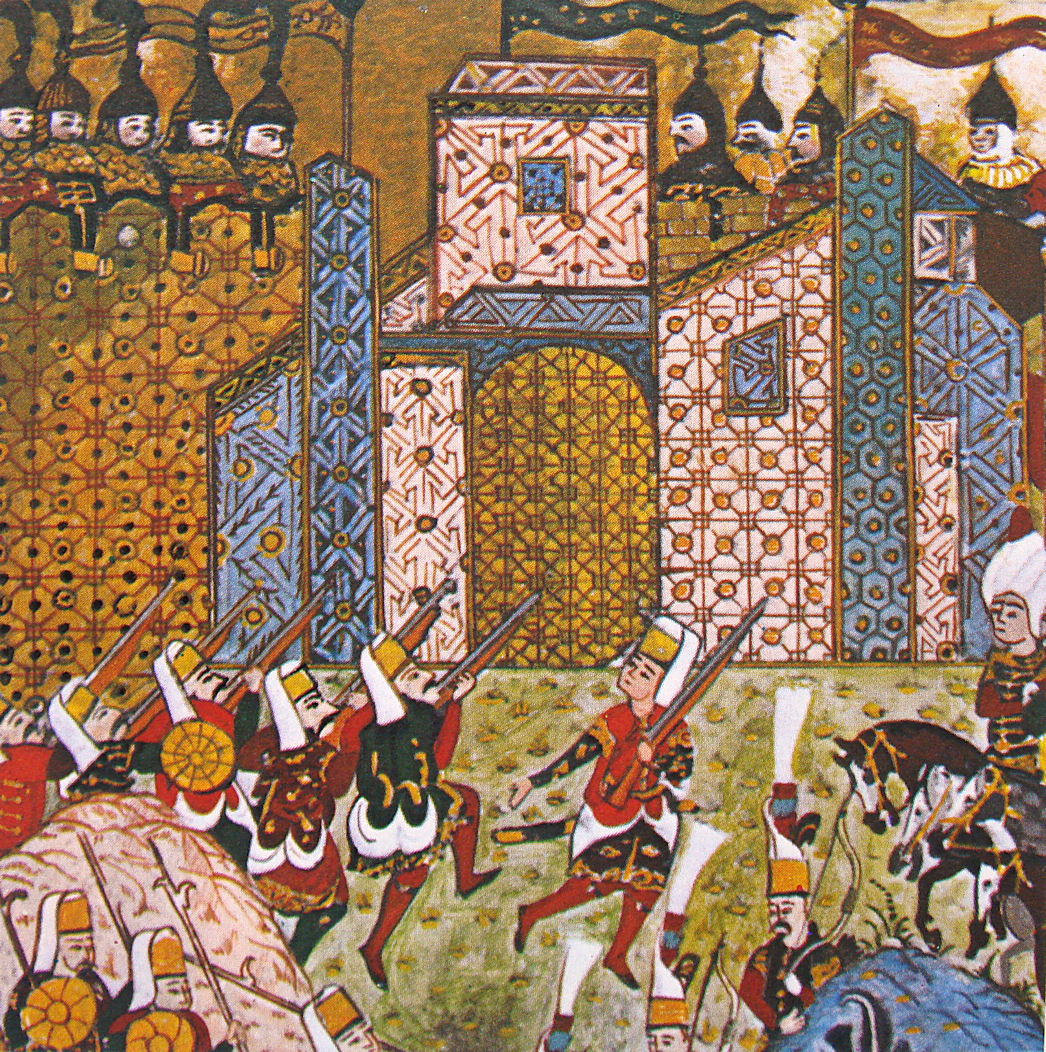
حصار رودس في 1522

### حصار رودس
في هذه الأثناء بدأت الإمبراطورية العثمانية استبدال منافسيها المسيحيين في البحر بسرعة. في القرن الرابع عشر كان للعثمانيين أسطول صغير. بحلول القرن الخامس عشر أصبح هناك مئات السفن في الأسطول العثماني بعد الاستيلاء على القسطنطينية والذي ينافس القوى البحرية لجمهورية البندقية الإيطالية وجنوة. في 1480 حاصر العثمانيون حصارا فاشلا على رودس معقل فرسان القديس يوحنا. عندما عاد العثمانيون في 1522 كانوا أكثر نجاحا وخسرت القوى المسيحية قاعدة بحرية هامة.
ردا على ذلك قاد تشارلز الخامس تحالفا مقدسا من 50,000 جندي ضد مدينة تونس العثمانية. بعد هزيمة أسطول خير الدين بربروس بواسطة أسطول جنوة، قام جيش تشارلز الخامس بتسليح 30,000 من ساكني المدينة. بعد ذلك، وضع الإسبانيون قائدا مسلما موال لهم على الأسطول. لم تؤدي الحملة إلى نصر حاسم، حيث أصيب العديد من جنود التحالف المقدس إلى مرض الزحار والذي يعتبر طبيعيا بالنسبة إلى هذا الجيش الضخم. بالإضافة إلى ذلك فإن جيش بربروسا لم يكن موجودا في شمال أفريقيا وانتصر العثمانيون ضد التحالف المقدس في معركة بروزة.

### حصار مالطا

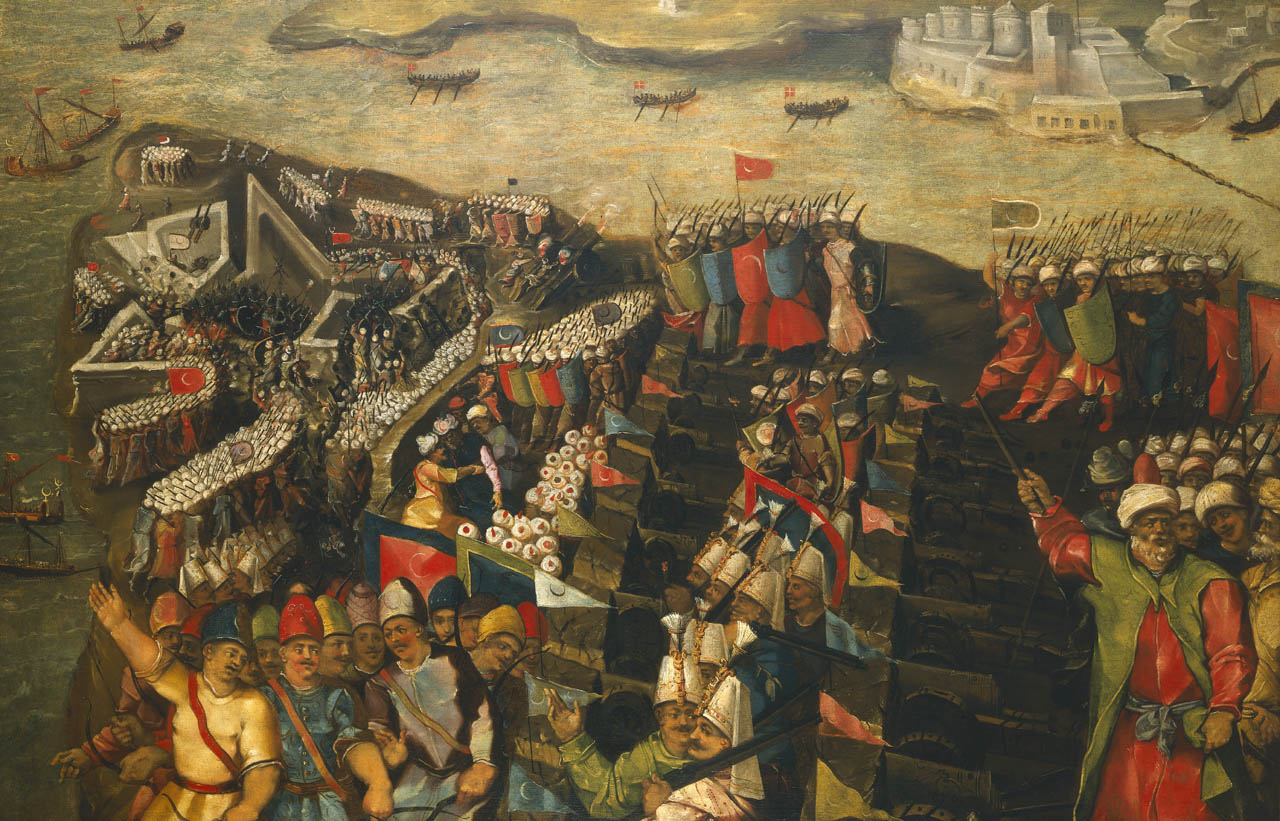
حصار مالطا في 1565

على الرغم من خسارة رودس وقبرص، إلا أن جزيرة أخرى أبعد منهما عن أوروبا ظلت تابعة لجمهورية البندقية. عندما تحرك فرسان القديس يوحنا إلى مالطة، وجد العثمانيون أن انتصارهم في رودس غير مكان المشكلة لا أكثر حيث عانت السفن العثمانية من هجمات الفرسان الذين كانوا يحاولون إيقاف التقدم العثماني في الغرب. حتى لا يتم التفوق عليها، ضربت السفن العثمانية مناطق متعددة من جنوب أوروبا وحول إيطاليا كجزء من الحرب الكبرى بينهم وبين فرنسا والهابسبورغ. انتهى الأمر مع قرار سليمان –المنتصر في رودس 1522 وجربة- تدمير قاعدة الفرسان في مالطة في 1565. روّع وجود الأسطول العثماني قريبا من البابوية الإسبان، الذين أرسلوا في بادئ الأمر بعثة صغيرة والتي وصلت في وقت الحصار ثم أرسلوا أسطولا كبيرا لفك الحصار. سقط الحصن النجمي الحديث في سانت إلمو بعد خسائر جسيمة للعثمانيين بما في ذلك الجرنال العثماني درغوث رئيس، وكان باقي المدينة أكثر من اللازم. على الرغم من ذلك، استمرت أعمال القرصنة العثمانية ولم يؤثر الانتصار في مالطة كثيرا على القوة العسكرية العثمانية في المتوسط.

### قبرص وليبانت

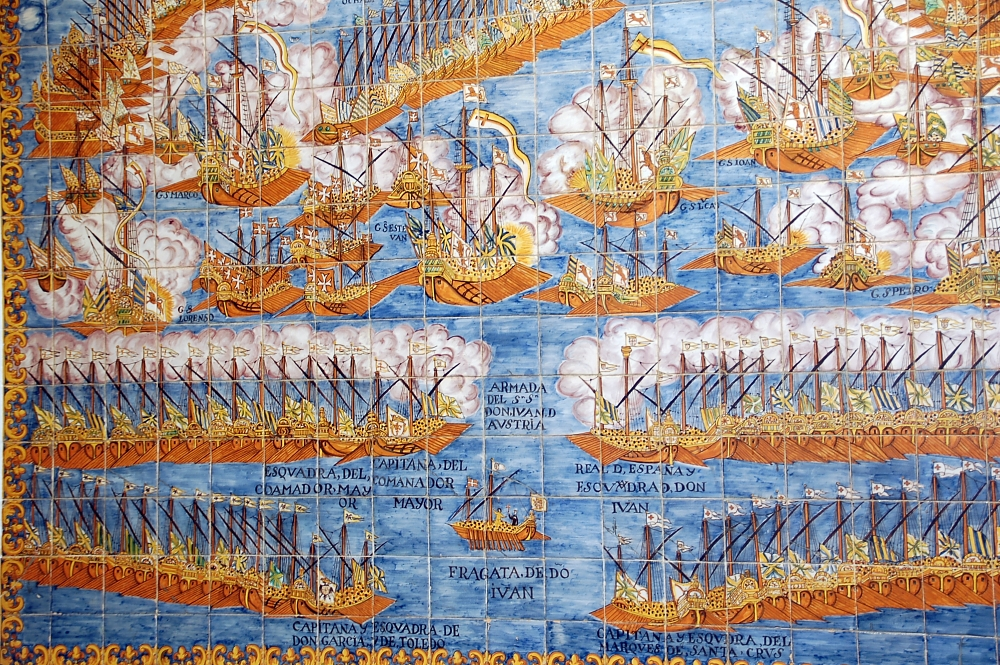
معركة ليبانت

أدت وفاة سليمان القانوني في 1566 إلى جلب سليم الثاني إلى الحكم المعروف باسم «سليم السكير»، والذي أطلق حملة لأخذ قبرص من جمهورية البندقية. أحد الخيارات التي اقترحها سليم كانت دعم ثورات موريش والتي أشعلها التاج الملكي الإسباني لاقتلاع الموريش الغير موالين. كان سليم سينتهي أمر أسطوله، إذا كان قد نجح في الرسو على شيه الجزيرة الإيبيرية، حيث أنه قد مُني بهزيمة ثقيلة في معركة ليبانت في قبرص 1571. وصل التحالف المقدس الذي أقره البابا للدفاع عن الجزيرة متأخرا (على الرغم من 11 شهرا من المقاومة في فاماغوستا) والذي قام بتجميع معظم القوى الأوروبية العسكرية. كان التحالف المقدس يمتلك مؤنا وذخيرة أفضل من العثمانيين. أطلق التحالف المقدس هجوما على العثمانيين إلا أن فرصة استعادة قبرص تمت إضاعتها في الخلافات التقليدية التي تتبع الانتصار. لذا عندما وقعت جمهورية البندقية معاهدة سلام مع العثمانيين في 1573، وقعتها تحت شروط العثمانيين.

## حرب الثلاثين عاما 1593-1606

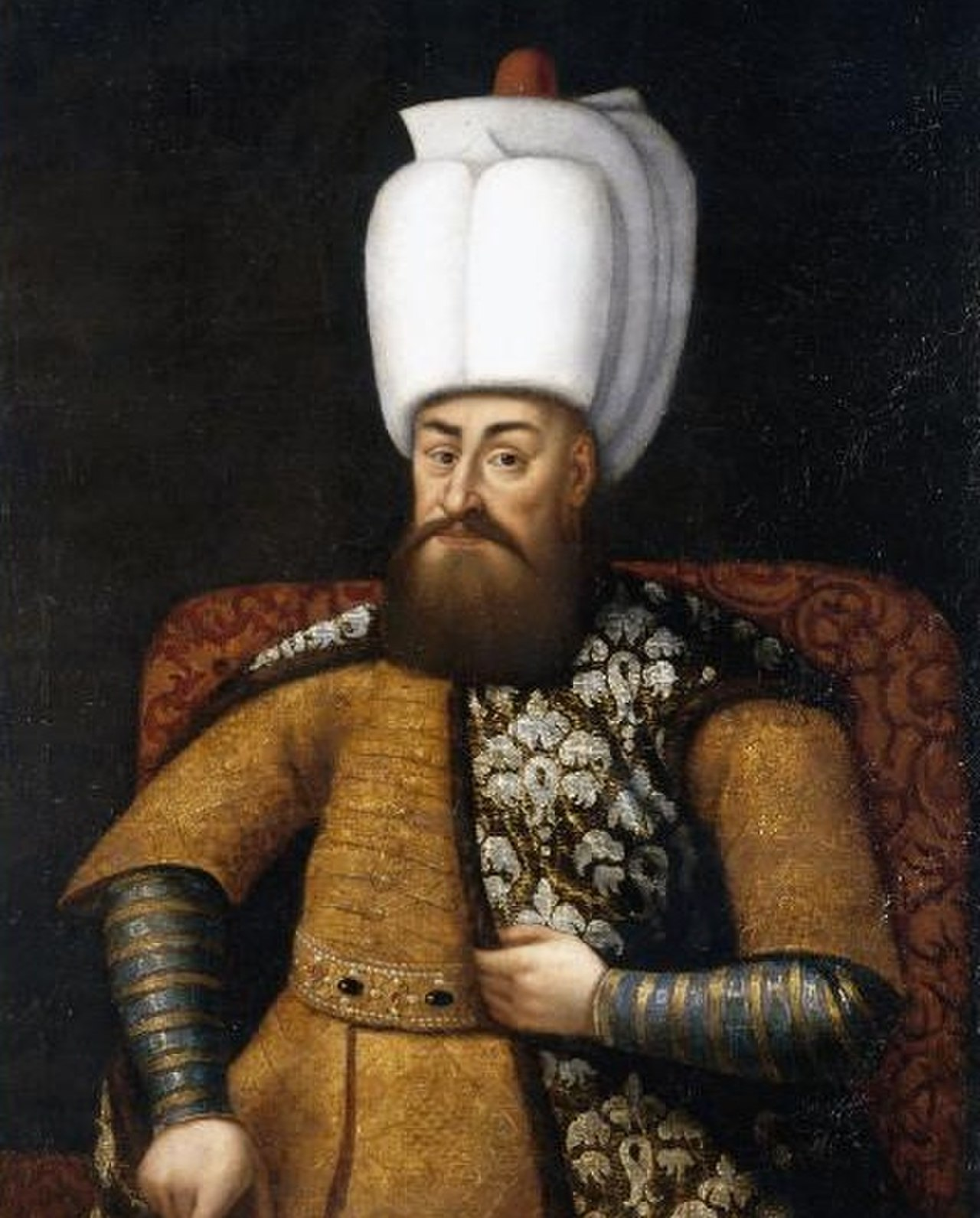
كادت سوء إدارة مراد الثالث للإمبراطورية العثمانية أن تؤدي إلى هزيمة عثمانية مبكرة في الحرب

بعد وفاة سليمان في 1566، شكل سليم الثاني تهديدا أقل لأوروبا. على الرغم من الاستيلاء على قبرص، إلا أن العثمانيين لم ينجحوا ضد الهابسبورغيين في البحر. مات سليم بعد ذلك بفترة قصيرة تاركا ابنه مراد الثالث في الحكم. تحت مثل هذه الظروف المتدهورة، وجدت الإمبراطورية نفسها في حرب مع النمساوين من جديد. في المراحل المبكرة للحرب، ساءت الأحوال العسكرية للعثمانيين حيث ظهر حكام جدد لكل من والاشيا ومولدوفا وترانسلفانيا والذين أعلنوا جميعا عن سحب سفنهم من العثمانيين. في معركة سيساك، تم إرسال بعض الغزاة لنهب الأراضي المتمردة في كرواتيا إلا أنهم هُزموا هزيمة ساحقة بواسطة القوات الإمبراطورية القوية القادمة من القتال البربري في الأراضي المنخفضة. كرد على هذه الهزيمة، أطلق الصدر الأعظم جيشا كبيرا مكونا من 13,000 من قوات الانكشارية بالإضافة إلى فرض عدد من الضرائب على المسيحيين. عندما ثارت قوات الانكشارية ضد مطالب الصدر الأعظم بإطلاق حملة شتوية، لم يكن العثمانيون قد استولوا على شئ سوى فيسبرم.
أدى التأخر التكنولوجي أيضا إلى جعل أوضاع العثمانيين في المجر أسوأ.
في 1594 كون سنان باشا من الصدر الأعظم جيشا أكبر. لمواجهة هذا التهديد، تخلي النمساويون عن حصار ازترغوم -وهو حصن كان قد سقط في فترة حكم سليمان- كما تخلوا عن جيور. بالنسبة إلى النمساويين، كان عزاؤهم الوحيد في هذه السنة هو صمود حصن كامارنو في وجه قوات الصدر الأعظم حتى انسحابهم في الشتاء.
على الرغم من نجاحات السنة الماضية، تحولت أوضاع العثمانيين إلى الأسوأ من جديد في 1595. قام حلف مسيحي من دول الإقطاعيات السابقة بالإضافة إلى القوات النمساوية بالاستيلاء على ازترغوم وزحفوا جنوبا على طول نهر الدانوب. قام ميشيل الشجاع أمير والاشيا بإطلاق حملة ضد الأتراك (1594-1595) حيث استولى على عدة قلاع قرب الدانوب السفلي مثل جورجيو وبرايلا وسيليسترا وهارسوفا، في حين هزم حلفاء مولدوفيا الأتراك في ياش وفي أجزاء أخرى من مولدوفيا. استمر ميشيل في هجماته العميقة داخل الإمبراطورية العثمانية ليستولي على حصون مثل نيقوبولس وربنك وشيليا، ووصل حتى إلى أدرنة العاصمة السابقة للعثمانيين والتي لم يضع جيش مسيحي أقدامه فيها منذ الإمبراطورية البيزنطية.
بعد هزيمة العثمانيين في والاشيا (معركة كالوغاريني) وبعد سلسلة من المواجهات الغير ناجحة مع الهابسبورغيين والتي انتهت بحصار ازترغوم وسقوطها، وبعد اقتراب التهديدات، قام السلطان محمد الثالث بخنق أخيه صاحب التسعة عشر عاما حتى الموت واستولي على الحكم وقاد جيشه بنفسه إلى شمال غرب المجر لمواجهة تحركات أعدائه. في 1596 سقطت إيجر في أيدي العثمانيين بعد حصارها. في معركة كرزت الحاسمة، تم القضاء على جيش نمساوي بواسطة العثمانيين. ظهرت عدم خبرة محمد الثالث في الحكم عندما لم يكافئ قوات الانكشارية لجهودهم في المعركة، بل قام بمعاقبتهم لأنهم لم يقاتلوا جيدا وبالتالي أشعل فتيل ثورة.
جدد النمساويون حربهم ضد أعدائهم في صيف عام 1597 بهجوم جنوبي استولوا به على بابا وتاتا وجيور وفيسبرم. أغضبت هذه الهزائم المتتالية الأتراك، فاستجابوا برد أكثر حيوية في عام 1605 بعد إضاعة القوات النمساوية جهدها وبعد حصارات فاشلة من الطرفين، لم يتبق سوى جيور في أيدي النمساويين. في هذه السنة تم انتخاب أميرا لترانسلفانيا مؤيدا للأتراك عن طريق نبلاء المجر لتنتهي الحرب عن طريق عقد معاهدة زيتفاتوروك.

## غزو كريت

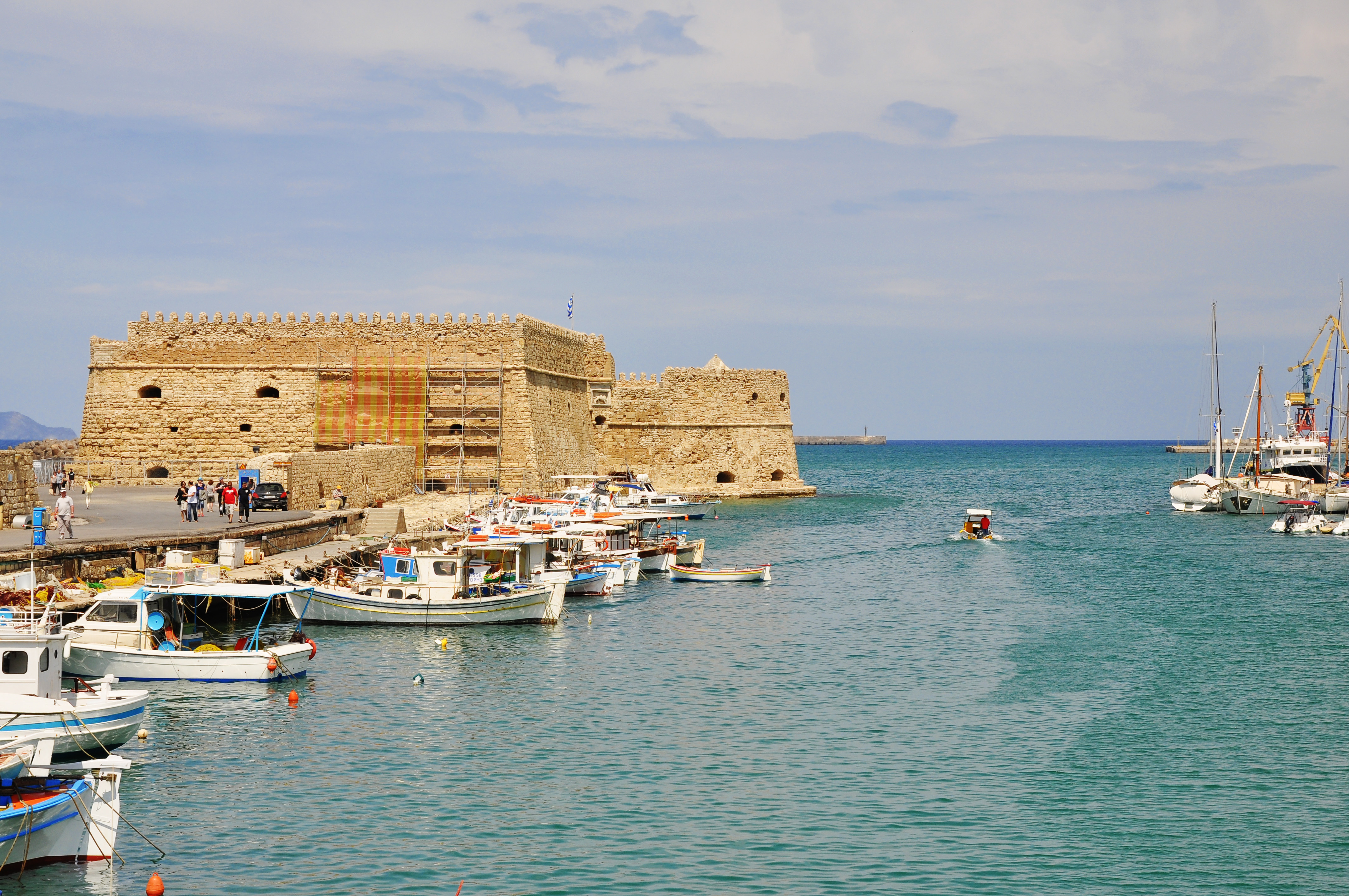
حصن لجمهورية البندقية في كاندية عاصمة كريت

بعد الانتصارات العثمانية في رودس (1522) وقبرص (1570)، كانت كريت الجزيرة الرئيسية التالية في شرق المتوسط التي تسقط تحت حكم الإمبراطورية العثمانية. قبل السقوط في أيدي العثمانيين، كانت كريت واحدة من أكبر وأهم أماكن ما وراء البحار لجمهورية البندقية. كانت الجزيرة هامة للعثمانيين ليس لموقعها الاستراتيجي على طريق السفن بين إسطنبول ومصر فحسب، بل أيضا كدورها كميناء آمن للقراصنة.
في يوليو 1644 قام فرسان الإسبتارية بالاسيتلاء على سفينة عثمانية مبحرة إلى مصر والتي كانت تحمل كلا من رئيس حرام السلطان وقاضي القاهرة والعديد من الحجاج المتجهين إلى مكة. كرد على ذلك جمع العثمانيون أسطولا كبيرا بدون هدف محدد على الرغم من اعتقاد الكثيرين أنه متجه إلى مالطة. مستفيدين من عامل المفاجأة، بدأ العثمانيون حملتهم على كريت في يونيو 1645. بين 1645 و1648 استولى العثمانيون تقريبا على كامل الجزيرة، وفي مايو 1648 بدأوا حصار العاصمة كاندية.
على الرغم من أن العثمانيين كانوا متحكمين في كل الجزيرة تقريبا إلا أن حصار كاندية استمر لحوالي 21 سنة حيث كان الوضع معقدا بسبب التدخلات البحرية ضد الأساطيل المسيحية في بحر إيجة، بالإضافة إلى الاضطرابات الداخلية والتي أدت في النهاية إلى عزل السلطان إبراهيم لصالح ابنه محمد الرابع. في أثناء هذه الفترة اشتغلت الحروب بين العثمانيين وجمهورية البندقية في عدة جبهات أخرى، مثل الحملات في دالماسيا وعدة محاولات أخرى من جمهورية البندقية لإغلاق الدردنيل. في 1666 بعد انتهاء القتال في عدة جبهات أخرى، قام العثمانيون بنقل كميات كبيرة من التعزيزات إلى كريت تحت القيادة الشخصية للصدر الأعظم فاضل أحمد باشا الكوبريللي. في آخر سنتين من الحصار رفضت البندقية عدة عروض لمعاهدة سلام من العثمانيين لتوقعهم وصول التعزيزات من فرنسا. بعد محاولة فاشلة من الجنود الفرنسيين بقيادة دوق بوفورت لكسر الحصار، استسلمت المدينة في 5 سبتمبر 1669. بهذا الانتصار، ضمن العثمانيون انتصارهم وكسب أراض لأول مرة منذ حوالي قرن، وأنهوا بالتالي 500 سنة من حكم البندقية على كريت.

## الحرب التركية العظمى
في 1663 أطلق العثمانيون حملة فاشلة على النمسا والتي انتهت بمعركة القديس كوتهارد. انتهت المعركة بانتصار المسيحيين خاصة بعد هجوم 6000 جندي فرنسي بقيادة لا فوياد وكوليني. لم يتمكن النمساويون من المتابعة بعد هذا الانتصار بسبب تدخل القوات الفرنسية في الراين مما أدى إلى اعتبار الهابسبورغ الكاثوليك أن الحلفاء البروتستانت لا يمكن الاعتماد عليهم والذين أرادوا الاتحاد معا لقتال التحالف الألماني. لذلك وجه العثمانيون أنظارهم شمالا إلى الكومنولث البولندي الليتواني. في هذا الوقت أصبحت الدولة في حالة سيئة حيث انقسم مجلس النواب في ولائهم وأفلست الخزانة. على الرغم من ذلك فقد حقق يوحنا الثالث سوبياسكي على العثمانيين انتصارا حاسما في معركة خوطين (1673).
ردا على غزوات الهابسبورغيين على المجر العثمانية قرر الصدر الأعظم في 1682 إطلاق جيش ضخم والذي سيزحف على المجر وفيينا.

### حصار فيينا
في 1683 وبعد 15 شهر من تحريك القوات وصل الصدر الأعظم إلى فيينا ليجد جدران المدينة محصنة جيدا ومستعدة. أسوأ ما في الأمر بالنسبة إلى الصدر الأعظم كان التحالفات المتعددة التي حققها النمساويون وخاصة سوبياسكي. عندما بدأ حصار فيينا في 1683، وصل سوبايسكي وتحالفه من الألمان والبولنديين إلى فيينا عندما كانت دفاعات المدينة قد أصبحت مهتزة. في معركة حاسمة، هُزم العثمانيون وتم رفع الحصار.

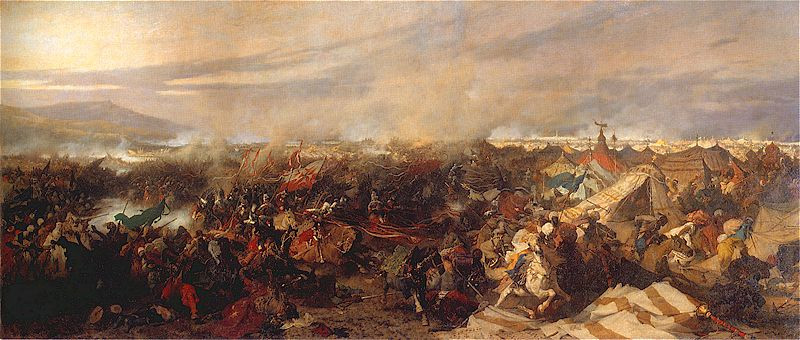
ذروة حصار فيينا

### غزو أراضي مملكة المجر المحتلة من قبل العثمانيين

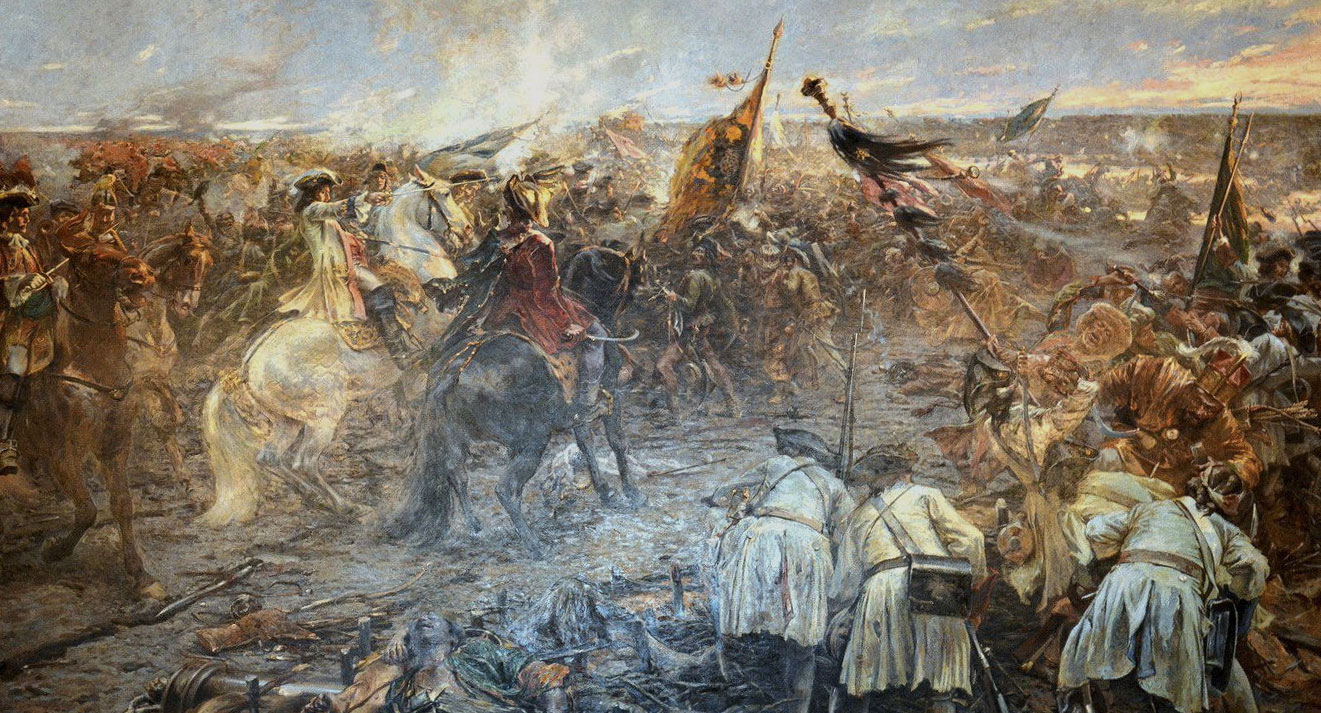
معركة زانطة

في 1686 وبعد سنتين من حصار بودا الفاشل، بدأت حملة أوروبية جديدة في دخول بودا العاصمة السابقة للمجر في العصور الوسطى. هذه المرة كان جيش التحالف المقدس ضعف المرة السابقة حيث بلغ حوالي 75,000 رجل منهم جنود ألمان وكرواتيون وهولنديون ومجريون وإنجليز وإسبانيون وتشيكيون وإيطاليون وفرنسيون ودنماركيون وسويديون، بالإضافة إلى متطوعين أوروبيين آخرين من الرماة. تمكنت القوى المسيحية من الاستيلاء على بودا في معركة بودا 1686.
في 1687 جمع العثمانيون جيشا جديدا واتجهوا شمالا مرة أخرى. إلا أن الدوق تشارلز اعترض الأتراك في معركة موهاج الثانية وألحق بهم الهزيمة التي ألحقها سليمان القانوني بآخر ملك مجري منذ 160 سنة. استمر العثمانيون في مقاومة الضغط النمساوي من الشمال محاولين ألا يسمحوا للنمساويين بالتفاوض من موقع قوة. لم يحاول العثمانيون السعي نحو السلام إلا بعد أن تلقوا هزيمة كارثية أخرى في معركة زانطة في 1697. أدت معاهدة كارلوفيتز في 1699 بتأمين العديد من الأماكن في أوروبا الوسطى للنمساويين خاصة المجر.
في جميع أنحاء أوروبا، اعتبر كل من الكاثوليك والبروتستانت الأمير يوجين من سافوي «منقذ المسيحية». قاتل متطوعون إنجليز مثل ابن الأمير روبيرت (ابن أخ تشارلز الأول ملك إنجلترا) والبروتستانت من اسكتلندا في جيش الأمير. بالنسبة للعثمانيين كانت الفترة من 1683 و1702 فترة حزينة تم فيها خلع 12 صدر أعظم في 19 سنة والذي كان يعتبر المنصب الأعلى على الإطلاق في أحد أقوى الإمبراطوريات في العالم تحت حكم محمد باشا الكوبريللي.
- سباهية عثماني في معركة فيينا 1683
- حصار التحالف المسيحي في بودا 1686
- استعادة بودا 1686

## النهاية

### حروب القرن الثامن عشر

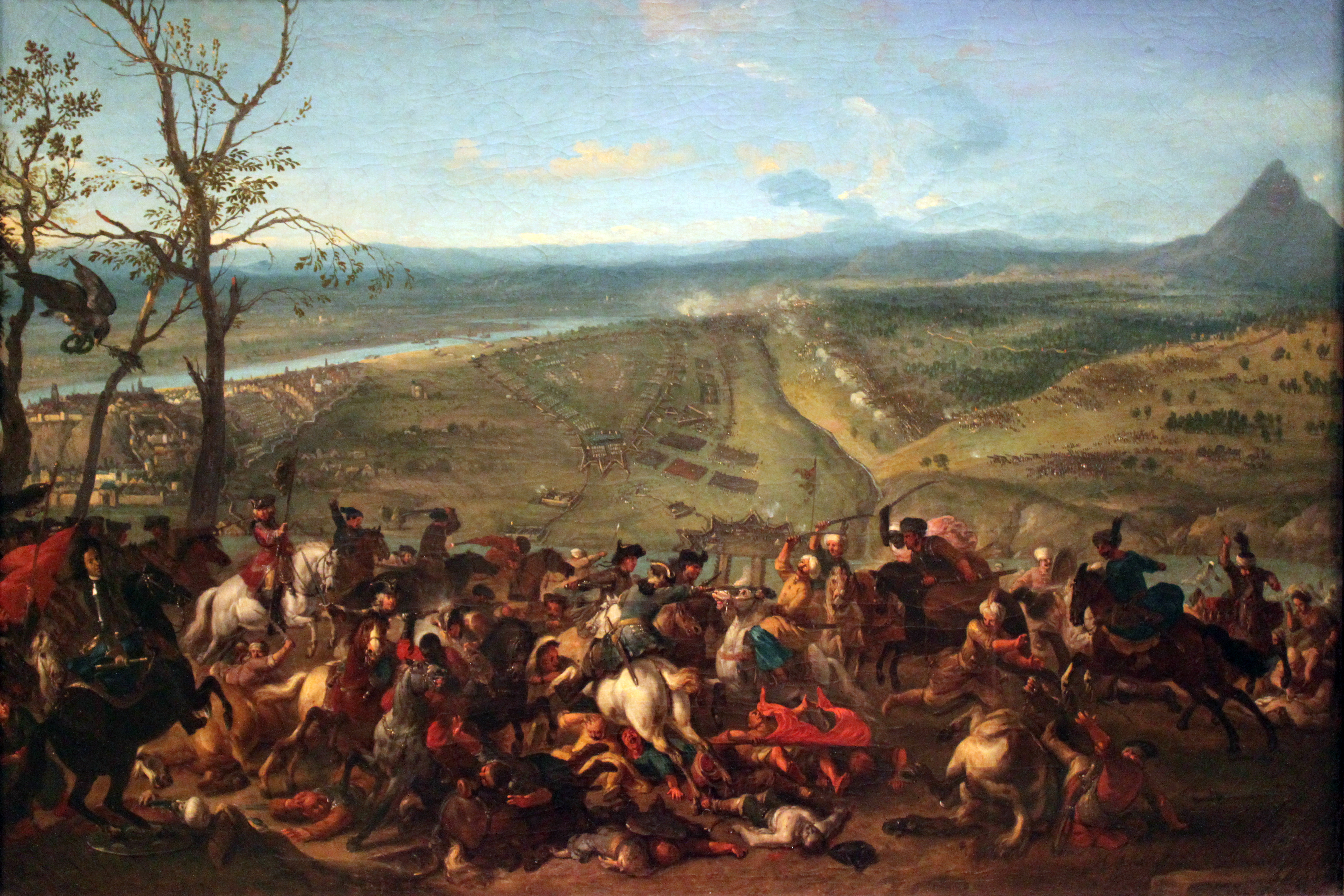
الأمير يوجين من سافوي يستولي على بلغراد

على الرغم من أن الحرب التركية العظمى كانت كارثية للأتراك، إلا أن الهابسبورغيين انزلقوا إلى حرب أوروبية أخرى (حرب الخلافة الإسبانية) ضد فرنسا أعدائهم اللدودين.
ممتلئين بالثقة بعد انتصاراتهم ضد الروس في 1711 (حملة نهر بروت) وضد البندقية في 1715 (الحرب العثمانية البندقية (1714-1718))، أعلن العثمانيون الحرب على ملكية هابسبورغ في 1716 وزحفوا شمالا من بلغراد في يوليو تحت قيادة الصدر الأعظم علي باشا السلحدار. إلا أن الغزو كان كارثيا وتم تدمير الجيش العثماني تماما، وتم ذبح الصدر الأعظم في معركة بيتروفارادين في أغسطس بواسطة الأمير يوجين من سافوي والذي انطلق نحو بلغراد واستولى عليها بعد ذلك بسنة. في معاهدة باساروفجا التالية في 1718 حظي النمساويون بحكم بانات وصربيا ووالاشيا الصغرى.
بعد وفاة يوجين في 1736 تم إعادة كل الغزوات النمساوية في صربيا ووالاشيا في معركة جروكا في 1739 عندما تمت هزيمة الجيش النمساوي الأقل عددا وتنظيما بواسطة القوات العثمانية.
كانت الحرب التركية النمساوية (1788-91) صراعا غير حاسم، وكانت مكاسب النمساويين في معاهدة زيشتوف ضئيلة. لم يكسب النمساويون سوى مدينة أورسوفا في والاشيا ومدينتين صغيرتين على حدود كرواتيا.

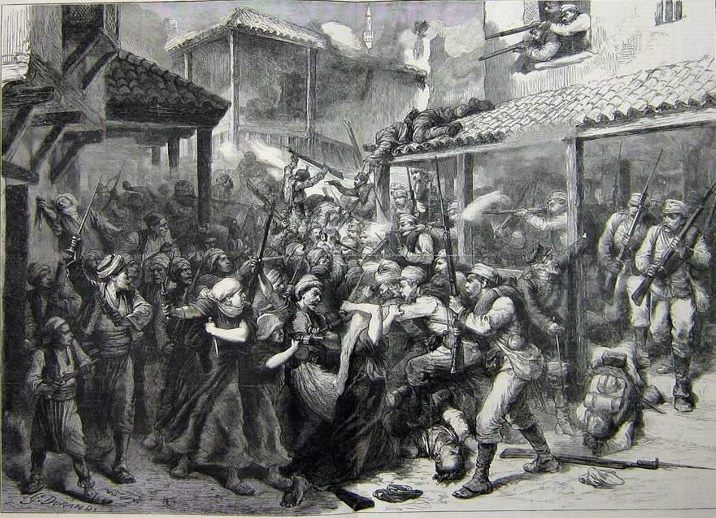
مقاومة البوسنيين المسلمين أثناء معركة سراييفو في 1878 ضد احتلال الإمبراطورية النمساوية المجرية

### القرن التاسع عشر
في المائة عام القادمة، بدأ العثمانيون والنمساويون يخسرون القوة في صالح الفرنسيين والبريطانيين والبروسيين والروسيين. لم يمتلك العثمانيون أو النمساويون أي صناعات ثقيلة مثل الموجودة في القوى الأوروبية الأخرى، إلا أن العثمانيين كانوا متأخرين كثيرا عن النمساويين. لذا بدأت القوة العثمانية في التحلل أسرع من القوة النمساوية. في البلقان أصبحت النداءات القومية المنتشرة من أجل الاستقلال مشكلة أكبر للعثمانيين الغير أقوياء عسكريا. بعد 1867، ساوم النمساويون المجر من أجل تكوين الإمبراطورية النمساوية المجرية مما منع المجموعات العنصرية الكبيرة من الثورة لفترة ما من الزمن. لم يكن ممكنا أن يفعل العثمانيون الشئ نفسه.
بدأ الضباط العثمانيون في الدراسة بالخارج في محاولة للحاق بالتكنولوجيا الأوروبية، وهي الخطة التي أدت إلى نتائج عكسية مع عودة هؤلاء الأفراد بأفكار أوروبية عن التنوير والمساواتية والذي يتعارض مع نظام ملي في الحكم العثماني التي يتميز بالاستبدادية. لذلك انهارت القوة العثمانية أسرع من القوة النمساوية ولم تستطع فعل شئ عند احتلال البوسنا في 1878.

### الحرب العالمية الأولى

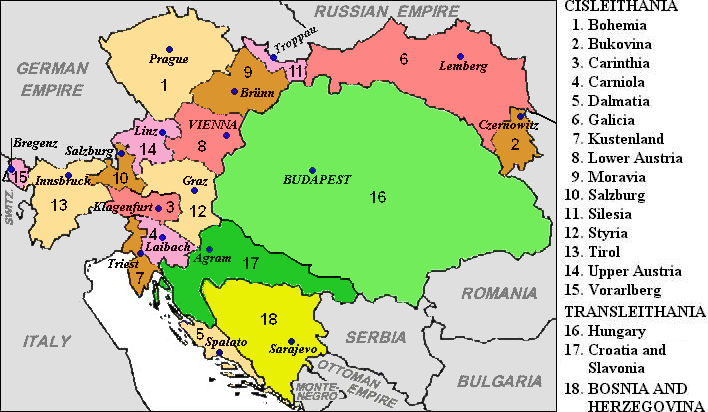
مع نهاية الحرب نقل الهابسبورغيون ميزان القوى بعيدا عن العثمانيين

بدأت العلاقات بين النمسا والعثمانيين في التحسن عندما رأوا تهديدا مشتركا متمثلا في روسيا وحليفا مشتركا متمثلا في ألمانيا لمواجهة خطر القيصرية. أمل العثمانيون أن تقوم ألمانيا بتحويل دولتهم إلى الصناعة لمواجهة الروس الذين نقلوا «الحملة الصليبية ضد الأتراك» إلى المستوى التالي بإخراجهم الأتراك من القرم والقوقاز. في هذه الأثناء أعجبت الإمبراطورية الألمانية البروسية بالنمساويين بسبب الثقافة المشتركة واللغة المشتركة والشروط المتساهلة بعد الحرب النمساوية البروسية. لم يُرد النمساويون أن تتقدم روسيا في الأراضي العثمانية ليصلوا إلى الأراضي النمساوية. لذلك في السنوات السابقة للحرب العالمية الأولى وجد العدوان السابقان نفسيهما حليفين ضد الفرنسيين والروسيين والبريطانيين. في 1918 استسلمت الإمبراطورية النمساوية المجرية للتقسيم تحت معاهدة سان جرمان، كما استسلم العثمانيون للتقسيم كذلك تحت معاهدة سيفر.